# St. Peter und Paul (Gönningen)

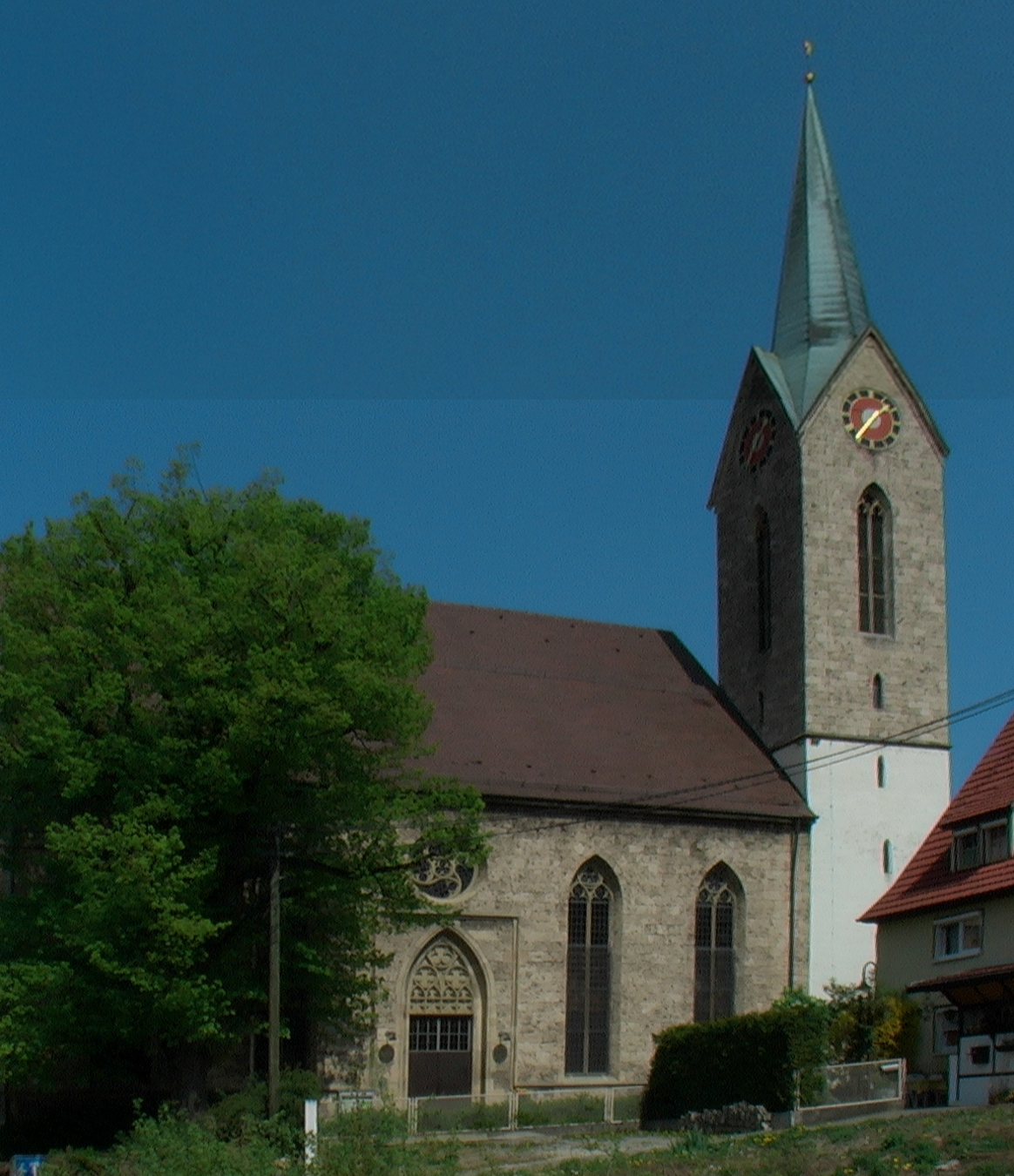
St. Peter und Paul in Gönningen

Die evangelische Kirche St. Peter und Paul steht in Gönningen, einem Stadtteil der baden-württembergischen Kreisstadt Reutlingen. Die Kirchengemeinde gehört zur Evangelischen Landeskirche in Württemberg. Das Bauwerk ist als Denkmal beim Landesamt für Denkmalpflege Baden-Württemberg eingetragen.

## Beschreibung
Die dreischiffige neugotische Emporenhalle wurde 1842–44 nach einem Entwurf von Johann Georg Rupp erbaut. Sie besteht aus einem Langhaus, einem eingezogenen, dreiseitig geschlossenen Chor des spätgotischen Vorgängerbaus im Osten und einem Chorflankenturm aus dem 13. Jahrhundert an dessen Südwand, der mit einem Geschoss, das die Turmuhr und den Glockenstuhl beherbergt, aufgestockt und mit einem achtseitigen spitzen Helm bedeckt wurde.
Die Orgel wurde 1844 von Franz Xaver Engelfried gebaut.